# Dekanat Czeskie Budziejowice
Dekanat Czeskie Budziejowice – jeden z 10 dekanatów diecezji czeskobudziejowickiej w Czechach. W jego skład wchodzi 44 parafii. 

## Lista parafii
| Lp. | Miejscowość              | Parafia                                        |
| --- | ------------------------ | ---------------------------------------------- |
| 1   | Bílá Hůrka               | Parafia św. Stefana                            |
| 2   | Borovany                 | Parafia Nawiedzenia Najświętszej Maryi Panny   |
| 3   | Boršov nad Vltavou       | Parafia św. Jakuba Starszego Apostoła          |
| 4   | Bošilec                  | Parafia św. Marcina                            |
| 5   | Čakov                    | Parafia św. Leonarda                           |
| 6   | Dobrá Voda               | Parafia Wniebowzięcia Najświętszej Maryi Panny |
| 7   | Dolní Bukovsko           | Parafia Narodzenia Najświętszej Maryi Panny    |
| 8   | Dolní Slověnice          | Parafia św. Mikołaja i św. Leonarda            |
| 9   | Doudleby                 | Parafia św. Wincentego męczennika              |
| 10  | Dubné                    | Parafia Wniebowzięcia Najświętszej Maryi Panny |
| 11  | Hluboká nad Vltavou      | Parafia św. Jana Nepomucena                    |
| 12  | Hojná Voda               | Parafia św. Anny                               |
| 13  | Horní Stropnice          | Parafia św. Mikołaja                           |
| 14  | Hosín                    | Parafia Świętych Apostołów Piotra i Pawła      |
| 15  | Chrášťany                | Parafia św. Bartłomieja                        |
| 16  | Jílovice                 | Parafia św. Jakuba Starszego Apostoła          |
| 17  | Kamenný Újezd            | Parafia Wszystkich Świętych                    |
| 18  | Kostelec                 | Parafia św. Wawrzyńca                          |
| 19  | Křtěnov                  | Parafia św. Prokopa Opata                      |
| 20  | Ledenice                 | Parafia św. Wawrzyńca                          |
| 21  | Libníč                   | Parafia Trójcy Przenajświętszej                |
| 22  | Lišov                    | Parafia św. Wacława                            |
| 23  | Mladošovice              | Parafia św. Bartłomieja                        |
| 24  | Modrá Hůrka              | Parafia Wniebowzięcia Najświętszej Maryi Panny |
| 25  | Nákří                    | Parafia Świętych Apostołów Piotra i Pawła      |
| 26  | Neznašov                 | Parafia Trójcy Przenajświętszej                |
| 27  | Nové Hrady               | Parafia Świętych Apostołów Piotra i Pawła      |
| 28  | Olešnice                 | Parafia św. Wacława                            |
| 29  | Pištín                   | Parafia św. Wawrzyńca                          |
| 30  | Purkarec                 | Parafia św. Jerzego                            |
| 31  | Rudolfov                 | Parafia św. Wita                               |
| 32  | Rychnov u Nových Hradů   | Parafia św. Idziego                            |
| 33  | Římov                    | Parafia Ducha Świętego                         |
| 34  | Sedlec                   | Parafia św. Jana Nepomucena                    |
| 35  | Strýčice                 | Parafia Świętych Apostołów Piotra i Pawła      |
| 36  | Střížov                  | Parafia św. Marcina                            |
| 37  | Svatý Jan nad Malší      | Parafia św. Jana Nepomucena                    |
| 38  | Ševětín                  | Parafia św. Mikołaja                           |
| 39  | Štěpánovice              | Parafia Wniebowzięcia Najświętszej Maryi Panny |
| 40  | Trhové Sviny             | Parafia Wniebowzięcia Najświętszej Maryi Panny |
| 41  | Týn nad Vltavou          | Parafia św. Jakuba Starszego Apostoła          |
| 42  | Zahájí                   | Parafia Zwiastowania Najświętszej Maryi Panny  |
| 43  | Žimutice                 | Parafia św. Marcina                            |
| 44  | Žumberk u Trhových Svinů | Parafia Męczeństwa św. Jana Chrzciciela        |